# Нютаунаби
Нютауна̀би (на английски: Newtownabbey; на ирландски: Baile Úr na Mainistreach) е град в източната част на Северна Ирландия. Разположен е по западния бряг на езерото Белфаст Лох в район Нютаунаби на графство Антрим. Намира се на около 6 km северно от централната част на столицата Белфаст. Образуван е през 1958 г. от сливането на селата Карнмъни, Балидъф, Гленгормли, Джорданстаун, Монкстаун, Раткул и Уайтаби. ЖП и шосеен възел. Населението му е 65 555 жители, по данни от 2011 г.

## Побратимени градове
- Гилбърт, Аризона, САЩ
- Дорстен, Германия
- Рибник, Полша